# Théorie des formes
La théorie des formes (aussi appelée théorie des idées ou théorie des formes intelligibles) est la théorie selon laquelle les concepts, notions, ou idées abstraites, existent réellement, sont immuables et universelles et forment les modèles (archétypes) des choses et formes que nous percevons avec nos organes sensoriels. Cette théorie repose sur une dualité entre l'ici-bas des réalités sensibles et le monde intelligible. Il s'agit de la doctrine métaphysique majeure de Platon.

## Concept
Le terme de platonisme renvoie à la théorie des formes. Il s'agit d'une prise de position forte de Platon au sujet de notre rapport au réel. L'expression de théorie des formes utilise le terme de forme dans le sens du mot « idée », qu'on désignerait aujourd'hui sous le nom de concept ou abstraction. Ainsi, il n'est pas question chez Platon de forme au sens physique du terme (μορφή, morphē), mais bien de l'idée d'une chose, de son concept abstrait. L'idée s'oppose au contraire à la forme sensible des choses, celle sur laquelle nous basons intuitivement notre jugement et que nous tenons pour réelle.
Platon se situe ainsi aux antipodes de la doctrine de son disciple Aristote. Ce dernier considère que nos sens ne nous trompent pas sur ce que nous voyons, et que la substance est le fruit de la fusion entre la forme et la matière (doctrine de l'hylémorphisme). A contrario, Platon soutient un dualisme entre les choses de l'ici-bas que nous croyons connaître et les Idées que nous ne saisissons que par l'intellect, et tout le propos de Platon est de tenter de nous montrer que l'intuition que nous avons du monde qui nous entoure est fausse, illusoire.
Pour Platon, en effet, la réalité est ailleurs, en l'occurrence dans un univers purement abstrait ou conceptuel, et atteignable uniquement par l'intellect (εἶδος νοητόν). Afin de désigner les Idées, Platon utilise deux termes qui sont traduits indifféremment par forme ou idée[réf. souhaitée] :
- εἶδος (eidos) signifie forme ou image précisément visuelle ; c'est donc un terme bien concret au sens littéral, utilisé ici dans un sens figuré abstrait.
- ἰδέα (idea) signifie aspect, apparence.

La raison de l'utilisation de deux termes distincts par Platon fait l'objet de débats parmi les philosophes et les philologues. Certains soutiennent qu'il y a en fait pour Platon deux notions bien distinctes, que nous, modernes, sommes incapables de percevoir du fait du changement de sens des mots[réf. souhaitée].
L'expression « théorie des formes » n'est pas de Platon (voir aussi l'étymologie ci-dessous), mais est une manière conventionnelle de se référer aux thèses de Platon sur les formes intelligibles, les modèles connus par l'intellect.

## Définition d'une forme intelligible
Platon nomme forme (traduction contemporaine de εἶδος et quelquefois aussi utilisée pour ἰδέα, souvent espèce pour les œuvres d'Aristote par les scolastiques ; plus souvent idée pour Platon) l'hypothèse de réalités intelligibles, archétypes ou modèles de toutes choses. Ces formes sont les véritables objets de la définition et de la connaissance, par opposition aux réalités sensibles, objets de l'opinion. De l'échec de l'idée d'une connaissance sensible et des exigences de la connaissance, Platon peut déduire des propriétés de ces formes : elles sont des réalités immatérielles et immuables, demeurant éternellement identiques à elles-mêmes, universelles et intelligibles, seules réellement étant, et indépendantes de la pensée : 

« Il faut convenir qu'il existe premièrement ce qui reste identique à soi-même en tant qu'idée, qui ne naît ni ne meurt, ni ne reçoit rien venu d'ailleurs, ni non plus ne se rend nulle part, qui n'est accessible ni à la vue ni à un autre sens et que donc l'intellection a pour rôle d'examiner ; qu'il y a deuxièmement ce qui a même nom et qui est semblable, mais qui est sensible, qui naît, qui est toujours en mouvement, qui surgit en quelque lieu pour en disparaître ensuite et qui est accessible à l'opinion accompagnée de sensation. »

— (Timée, texte établi et traduit par Albert Rivaud, Les Belles lettres, 2002, 52 a.)
La forme s'oppose ainsi à l'eidôlon, ou simulacre.
Parmi les principales interprétations de Platon, pour quelques commentateurs, idéa désigne la réalité ou nature intelligible, quand eîdos désigne la forme de cette réalité, telle qu'on peut la retrouver dans les choses sensibles qui y participent (comme on retrouve la forme du beau dans les belles choses). D'autres estiment que Platon distingue entre trois types d'idées : la forme immanente (la forme de nature intelligible mais dans les êtres sensibles, par ex. l'élément réel en fonction duquel toutes les abeilles sont des abeilles et se trouvent être, en tant que telles, identiques), la forme séparée (c'est une réalité indépendante du sensible, existant par elle-même et inaccessible aux sens, par exemple : l'idée de juste), et le genre logique (par exemple une catégorie).
Si connaître, c'est connaître quelque chose qui est, seul ce qui est absolument peut être véritablement connaissable. L'objet de la connaissance réelle ne peut donc être le monde sensible et doit présenter des propriétés différentes du devenir. Ce raisonnement a une double conséquence : d'un point de vue épistémologique, c'est par une réalité seule véritable que l'on connaît et que l'on peut répondre aux questions de Socrate en donnant des définitions : « Qu'est-ce que le Beau ? », « Qu'est-ce que le Courage ? », etc. Alors que la plupart des interlocuteurs de Socrate se tournent vers les choses sensibles pour lui fournir une multiplicité d'exemples comme réponses, Socrate réplique qu'aucune de ces choses n'a de propriété par elles-mêmes, mais qu'il faut, pour connaître ces propriétés, rassembler le multiple dans l'unité d'une réalité non sensible de laquelle chaque chose sensible reçoit ses qualités. D'un point de vue ontologique, ces réalités doivent avoir, d'une part, une existence objective, distincte du monde sensible, et, d'autre part, doivent être la cause des qualités dans les choses. Lorsque Socrate demande ce qu'est le beau, sa question est précisée également de manière à demander par quoi les choses belles sont dites belles, et elles sont belles dans la mesure où l'on trouve en elles la présence d'une réalité non sensible qui seule est définissable et connaissable.

Ainsi, contrairement aux choses sensibles dont la réalité est changeante, les formes sont l'unique et vraie réalité. Cette réalité est désignée par Platon en ajoutant des adjectifs (réalité vraie, par exemple) ou par des comparatifs (ce qu'il y a de plus réel), afin de la distinguer de la réalité sensible qui n'est cependant réelle qu'en tant qu'elle possède un certain rapport à la réalité authentique. Ainsi Socrate dit-il : 

« Car je ne vois rien de plus clair que ceci, c’est que le beau, le bien et toutes les autres choses de même nature dont tu parlais tout à l’heure existent d’une existence aussi réelle que possible. »

— Phédon, trad. É. Chambry.
Si les choses sensibles ont quelque réalité, elles doivent la recevoir de ces formes :

« Mais si l’on vient me dire que ce qui fait qu’une chose est belle, c’est ou sa brillante couleur, ou sa forme ou quelque autre chose de ce genre, je laisse là toutes ces raisons, qui ne font toutes que me troubler, et je m’en tiens simplement, bonnement et peut-être naïvement à ceci, que rien ne la rend belle que la présence ou la communication de cette beauté en soi ou toute autre voie ou moyen par lequel cette beauté s’y ajoute […]. »

— Phédon, trad. É. Chambry.
Les formes sont également immuables, stables et éternelles pour la même raison :

« L’égal en soi, le beau en soi, chaque chose en soi, autrement dit l’être réel, admet-il jamais un changement, quel qu’il soit, ou chacune de ces réalités, étant uniforme et existant pour elle-même, est-elle toujours la même et de la même façon et n’admet-elle jamais nulle part en aucune façon aucune altération ? Elle reste nécessairement, Socrate, répondit Cébès, dans le même état et de la même façon. »

— Phédon, trad. É. Chambry.
Elles sont aussi universelles, parce que si le sensible reçoit ses qualités d'elles, alors ces qualités introduisent de la ressemblance entre les choses sensibles, c'est-à-dire que ces qualités sont présentes dans plusieurs choses déterminées par une même forme qui s'apparente alors à une classe. Enfin, les formes sont indépendantes de la pensée : objets du savoir, elles doivent en effet exister hors de nous, sans quoi elle serait subjective, autrement dit relative à un sujet, et changeante selon les affections sensibles de celui-ci, ce qui les rendrait particulière et dépendante de nos opinions.
Cette théorie des formes, qui constitue l'essentiel du platonisme, peut donc être résumée à deux notions, celle de forme, qui désigne l'être intelligible, et celle de participation, qui désigne le rapport de l'être intelligible au devenir sensible, rapport par lequel ce dernier est déterminé et est connaissable.

## Connaissance des formes
Notre connaissance des formes provient de ce que Platon appelle la réminiscence. Selon Platon, notre âme perd à sa naissance le clair souvenir des idées. Le « je sais que je ne sais rien » de Socrate est ainsi un « je sais que j’ai oublié » chez Platon où la connaissance vraie n’existe qu’au niveau des idées.
| Lieu intelligible                  | Lieu intelligible                   | Lieu sensible    | Lieu sensible               |
| Science (épistèmé)                 | Science (épistèmé)                  | Opinion (doxa)   | Opinion (doxa)              |
| Formes                             | Objets mathématiques                | Objets sensibles | Ombres des objets sensibles |
| Connaissance rationnelle intuitive | Connaissance rationnelle discursive | Croyances        | Imaginations                |
| ---------------------------------- | ----------------------------------- | ---------------- | --------------------------- |

## Évolution chez Platon

### Premiers écrits (écrits socratiques)
Les premiers écrits de Platon sont appelés écrits socratiques. Antérieurs à 385 av. J.-C., ils sont ceux qui s'inspirent le plus du Socrate historique. La théorie des formes est à peu près absente de ces écrits. Si le terme « eidos » (είδος) ou « idea » (ιδέα) apparaissent dans certains dialogues, ils gardent leur sens traditionnel en grec ancien, celui de « forme » ou d’aspect. Selon le philosophe Jean-François Mattéi[réf. nécessaire], il semble que eidos désigne l'aspect, la forme, et idea l'aspect visible, aux déterminations moins assurées.

### À partir duPhédon
On constate une évolution notable à partir du Phédon, qui est écrit vers 383 av. J.-C.. Platon commence à esquisser une analyse du concept d’eidos. Dans beaucoup de dialogues de la période intermédiaire de Platon (La République, le Banquet), le concept d’idées se fait de plus en plus important pour même aboutir à une théorie exposée dans l’allégorie de la caverne. Dans le Phédon, Platon avance pour la première fois la théorie des idées.
Il y établit les deux niveaux de l'être, en écrivant : « Posons qu'il y a deux espèces d'être (duo eidè tôn ontôn), l'une visible, l'autre invisible. Posons également que celui qui est invisible garde toujours son identité, tandis que celui qui est visible ne la garde jamais. » Pour Monique Dixsaut, « Socrate distingue d'abord deux sortes de choses : composées et non composées. Puis il distingue encore deux espèces de réalité : celles qui sont toujours mêmes, ne changent pas, ne s'altèrent pas, possèdent une forme unique, sont saisissables par le seul raisonnement, sont invisibles ; et celles qui changent, s'altèrent perpétuellement, sont multiples et se laissent percevoir par les sens. Et il est plus que probable (78 c) que la première espèce de réalité appartienne à la classe des choses non composées, et la seconde à celle des choses composées. » Point d'histoire des idées important : Platon n'admet qu'un Tout, un Univers (en deux niveaux, en deux lieux qui participent), pas deux mondes séparés : il parle de « lieu intelligible » (topos noétos) et de « lieu visible », en rapport d'analogie, de ressemblance (La République, VI, 508 b). L'affirmation que Platon admet un « monde intelligible » vient, non de Platon, mais du juif platonicien Philon d'Alexandrie, vers 40, dans son De opificio mundi. Platon n'emploie ni l'expression (κόσμος νοητός, monde intelligible) ni la conception.
b) Le niveau invisible, appréhendé uniquement par l'intellection (le noûs), est constitué par les idées, des formes, à la fois principes de réalité et principes de connaissance, éternels, immuables, purs, en soi. Les choses prennent leur nom et leur consistance de leur « participation » (μέθεξις) à l'idée correspondante : une chose est belle par sa participation à l'idée de beau (Phédon, 100 c). Xénocrate donne cette définition de l'idée ou forme intelligible : « l'idée est la cause qui sert de modèle aux objets dont la constitution est inscrite de toute éternité dans la nature ».
c) Le lieu, le niveau des idées (formes intelligibles) a ses prototypes, « l'égal en soi, le beau en soi », mais aussi le bon, le juste, le saint (Phédon, 75 c-d, 78 d, 100 a-b). Ou : la justice, la sagesse, la science, la beauté, la pensée (Phèdre, 247 d-250 d). Il semble que Platon, malgré l'exemple du lit dans La République nie qu'il y ait idée des choses artificielles : Aristote soutient que « Platon n'avait pas tort de dire qu'il n'y a d'idées que des choses naturelles » (Métaphysique, Livre Λ, Lambda, 3, 1070 a). Cependant, dans La République (X, 596 b, 597 c), il parle du menuisier qui fabrique un lit à partir de la forme du lit.
d) Selon Luc Brisson, « on trouve chez Platon trois preuves de l'existence des formes intelligibles. » Premièrement, pour sauvegarder la loi de non-contradiction dans le monde sensible, il faut faire l'hypothèse de l'existence de formes intelligibles de propriétés opposées, dont participent simultanément certaines réalités particulières" (Parménide, 128 e-130 a ; Phédon, 102 b-103 a ; La République, VII, 522 e-525 c). Deuxièmement, « comme le monde sensible est soumis à un perpétuel changement, alors que la connaissance et le langage qui l'exprime exigent une certaine stabilité, aucune connaissance du monde sensible ne serait possible si les choses sensibles ne participaient pas à des formes intelligibles immuables. » Troisièmement, poursuit Brisson, « si les formes intelligibles n'existaient pas, on ne pourrait pas expliquer pourquoi plusieurs réalités particulières présentent les mêmes propriétés » (Phédon, 95 e-102 b), par ex. les diverses abeilles.
e) L'âme est de la nature des idées : « l'âme ressemble au divin, et le corps à ce qui est mortel » (Phédon, 80 a). La parenté entre l'âme et les idées n'est ni identité, ni rapport sujet/objet, ni ressemblance, mais connaturalité selon Monique Dixsaut.
f) Le philosophe tend « de toute son âme » vers le lieu des idées. « Quand elle examine en elle-même et pour elle-même, [l'âme] se dirige vers ce qui est pur, éternel, immortel, toujours identique à soi… Le contact avec cette réalité fait qu'elle demeure toujours identique à elle-même : c'est cet état de l'âme qui se nomme : pensée » (Phédon, 79 d). Dans le Timée, Platon démontre de même l’existence d’une Idée intelligible de chaque objet, parce que nous possédons une faculté spéciale qui nous la fait connaître, l’intellection, c’est-à-dire le noûs, par opposition à la doxa : « Si l’intellection et l’opinion vraie sont deux genres distincts, ces objets invisibles existent en soi ; ce sont les Idées que nous ne pouvons percevoir par les sens, mais seulement par l’intellect (51 d). » Cette connaissance inébranlable et certaine, qui naît par « l’enseignement scientifique (διὰ διδαχῆς) et s’accompagne toujours d’une démonstration vraie (μετ’ἀληθοῦς λόγου) », est réservée à un petit nombre d’hommes éclairés (51 e). Le Timée (vers 358 av. J.-C.) donne une version mythique de cette théorie des formes, à travers le démiurge et le modèle éternel. Le démiurge fabrique l'univers en fixant les formes intelligibles, en particulier le vivant-en-soi (Timée, 28 a, 29 a), qui est le modèle de l'univers.
g) L'âme a connu les idées, les formes au-delà des cieux, avant d'entrer dans une forme humaine (Phédon, 72-77 ; Phèdre, 247 c). Elle peut s'en ressouvenir. C'est la réminiscence (Phédon, 72 e-77 a).
h) Ainsi, la bonne méthode consiste à remonter des choses sensibles aux idées intelligibles, par exemple d'une chose belle à l'idée de beau (Phédon, 100 c-d ; Le Banquet, 211). Cette méthode est appelée dialectique ascendante.

### Écrits tardifs
Il est courant d’affirmer que, dans ses dialogues tardifs, Platon a entamé une critique de sa propre théorie des idées, tout particulièrement dans le Parménide (vers 370 av. J.-C.). Le Parménide procède à une auto-critique ; le Théétète ne parle pas du tout des idées ; le Sophiste remanie la théorie des idées. « Existe-t-il des idées négatives (comme celles de boue ou de poil ou le non-être) (Parménide, 130 c ; Le sophiste, 256-257) ? » « Comment se fait la participation entre le sensible et les idées, entre les idées, entre les idées et le bien ? » « Quel est l'être des idées ? ».

### Enseignement oral
D'autre part, « l'enseignement oral » de Platon (vers 350 av. J.-C. ?) donne une version pythagorisante de la théorie des idées. Les grands principes sont l'Un et la Dyade indéfinie ; la Dyade indéfinie, à la fois Grand (Excès) et Petit (Défaut), est Nombre, mais aussi grandeur et encore multiplicité représentée par un couple d'opposés. Le nombre Deux est formé par l'action de l'Un sur la Dyade.

## Postérité
Speusippe, le premier successeur de Platon à l'Académie, remplace les idées (l'anagogie) par les nombres, et Xénocrate, le deuxième successeur, identifie les formes aux nombres.

## Critiques et débats

### Critique aristotélicienne et hylémorphisme
Aristote s'oppose directement à la théorie des Formes de son ancien maître. Selon lui, le concept de forme est inopérant pour expliquer le réel, car ce dernier peut être expliqué de manière mécanique par des enchaînements de causes et d'effets ; or, les formes ne peuvent produire aucun effet. Il écrit par conséquent : « Il ne nous est donc d’aucune utilité de forger des substances éternelles, comme le font les partisans des Formes, s’il n’y a pas en elles un principe capable de causer le changement ».
Cherchant dans la Métaphysique à bâtir une théorie totale du réel, Aristote réfute la théorie des Formes pour soutenir la théorie de l'hylémorphisme', selon laquelle le réel est créé par l'union nécessaire entre la forme et la matière, la matière ne pouvant exister sans forme pour lui donner corps, et la forme étant inopérante sans la matière. Aristote rejette également le dualisme entre l'ici-bas et le monde des Idées qui sous-tend la théorie des Formes de Platon.

### Exégèses critiques
À la fois Eric Voegelin, Leo Strauss, Mathieu de Ménonville, Harald Hutter et Michel Hellman ou bien Wolfgang Wieland ont tenté de réfuter, par une exégèse détaillée des dialogues platoniciens, une « théorie des idées » chez Platon, que ce soit dans le Parménide, dans les images mythiques du Phèdre ou dans La République.

### Extraits platoniciens
- Phédon, 75 (liste des idées : égal, beau, bon, juste, saint), 78 (les deux mondes : visible et invisible), 95-102 (la preuve par la réduction à l'unité), 102 (la preuve par la coprésence de propriétés opposées)
- Le Banquet, 201-212.
- Phèdre, 246-249 (leur lieu, hors du monde sensible)
- La République, 476-479 (la preuve par le changement), 508 (les niveaux de réalité), 511 (la dialectique ascendante), 522-525 (la preuve par la coprésence de propriétés opposées)
- Le Parménide : difficultés dans la pensée de Platon (la participation)
- Timée, 27-52 (modèles du Démiurge).

### Études
- Luc Brisson et Francesco Fronterotta, sous la direction de, Lire Platon, Quadrige, Presses Universitaires de France, Paris, 2006.
- Luc Brisson et Jean-François Pradeau, Le Vocabulaire de Platon, Ellipses, 1998.
- Gilles Deleuze, Logique du sens, Paris, Éditions de Minuit, 1969. Appendice sur Platon.
- André Motte, Christian Rutten et Pierre Somville (éds.), Philosophie de la forme: eidos, idea, morphé dans la philosophie grecque des origines à Aristote, Louvain, Peeters, 2003.
- Jean-François Pradeau (dir.), Platon : les formes intelligibles, PUF, Paris, 2001.
- Jean-François Pradeau, Platon et l'imitation, Aubier Montaigne, 2009.
- David Ross, Plato's Theory of Ideas, Oxford, Oxford University Press, 1951.
- Franck Fischer, "La conversion du regard et l’accès à l’Idée dans le Phédon" in Archives de philosophie, 2002, 65-4, pp. 617-641.